# Mexiko na letních olympijských hrách
Mexiko na letních olympijských hrách startuje od roku 1900. Toto je přehled účastí, medailového zisku a vlajkonošů na dané sportovní události.

## Účast na Letních olympijských hrách
| Dějiště LOH            | LOH      | Vlajkonoš                                                | Zlatá medaile | Stříbrná medaile | Bronzová medaile | Celkem |
| ---------------------- | -------- | -------------------------------------------------------- | ------------- | ---------------- | ---------------- | ------ |
| 1900 Paříž             | LOH 1900 | nebyl                                                    |               |                  |                  | 0      |
| 1904 St. Louis         | 1904     |                                                          |               |                  |                  | Ne     |
| 1908 Londýn            | 1908     |                                                          |               |                  |                  | Ne     |
| 1912 Stockholm         | 1912     |                                                          |               |                  |                  | Ne     |
| 1920 Antverpy          | 1920     |                                                          |               |                  |                  | Ne     |
| 1924 Paříž             | LOH 1924 | Alfredo B. Cuellar                                       |               |                  |                  | 0      |
| 1928 Amsterdam         | LOH 1928 | Jesús Aguirre                                            |               |                  |                  | 0      |
| 1932 Los Angeles       | LOH 1932 | Eugenia Escudero                                         |               | 2                |                  | 2      |
| 1936 Německo           | LOH 1936 | Tirso Hernández                                          |               |                  | 3                | 3      |
| 1948 Londýn            | LOH 1948 | Francisco Bustamente                                     | 2             | 1                | 2                | 5      |
| 1952 Helsinky          | LOH 1952 | Joaquín Capilla                                          |               | 1                |                  | 1      |
| 1956 Melbourne         | LOH 1956 | Joaquín Capilla                                          | 1             |                  | 1                | 2      |
| 1960 Řím               | LOH 1960 | Pilar Roldánová                                          |               |                  | 1                | 1      |
| 1964 Tokio             | LOH 1964 | Fidel Negrete                                            |               |                  | 1                | 1      |
| 1968 Ciudad de México  | LOH 1968 | David Bárcena                                            | 3             | 3                | 3                | 9      |
| 1972 Mnichov           | LOH 1972 | Felipe Muñoz                                             |               | 1                |                  | 1      |
| 1976 Montréal          | LOH 1976 | Teresa Díaz                                              | 1             |                  | 1                | 2      |
| 1980 Moskva            | LOH 1980 | Carlos Girón                                             |               | 1                | 3                | 4      |
| 1984 Los Angeles       | LOH 1984 | Ivar Sisniega                                            | 2             | 3                | 1                | 6      |
| 1988 Soul              | LOH 1988 | Ernesto Canto                                            |               |                  | 2                | 2      |
| 1992 Barcelona         | LOH 1992 | Jesús Mena                                               |               | 1                |                  | 1      |
| 1996 Atlanta           | LOH 1996 | Nancy Contreras                                          |               |                  | 1                | 1      |
| 2000 Sydney            | LOH 2000 | Fernando Platas                                          | 1             | 2                | 3                | 6      |
| 2004 Athény            | LOH 2004 | Fernando Platas                                          |               | 3                | 1                | 4      |
| 2008 Peking            | LOH 2008 | Paola Espinosová                                         | 2             |                  | 1                | 3      |
| 2012 Londýn            | LOH 2012 | María Espinozová                                         | 1             | 3                | 3                | 7      |
| 2016 Rio de Janeiro    | LOH 2016 | Daniela Campuzano (zahájení) María Espinozová (ukončení) |               | 3                | 2                | 5      |
| 2020 Tokio             | LOH 2020 | Gabriela López Rommel Pacheco                            |               |                  | 4                | 4      |
| 2024 Paříž             | LOH 2024 |                                                          |               |                  |                  | x      |
| Celkem                 | 24       |                                                          | 13            | 24               | 35               | 72     |
| Zdroj na Olympedia.org |          |                                                          |               |                  |                  |        |